# احتجاجات الصحراء الغربية 2011
احتجاجات الصحراء الغربية 2011 هي احتجاجات بدأت في 25 شباط/فبراير 2011 ردًا على فشل الشرطة في منع ومكافحة شغب الصحراويين ونهب مدينة الداخلة الواقعة في جنوب المغرب؛ وازدادت الاحتجاجات قوة وصرامة في جميع أنحاء الإقليم، وما زاد من تحفيز الاحتجاجات وتشجيع المتظاهرين على الخروج للشارع هو ما حصل في قضية تفكيك إكديم يزيك، المخيم الذي تم إنشائه في خريف 2010 من طرف موالين لجبهة البوليساريو والذي أسفر عن عنف كبير بين نُشطاء صحراويين وقوات الأمن.
يُزعم أن الاحتجاجات استُلهمت من الربيع العربي ونجاح الثورة في كل من تونس ومصر، إلا أن بعض النشطاء قد أكدوا على أن الربيع العربي لم يصل إلى جنوب المغرب.
اندلعت الاحتجاجات في أيار/مايو 2011، وما زاد من تفشيلها التغطية الإعلامية الدولية الضعيفة؛ حيث أن الإعلام العالمي في تلك الفترة كان مهتماً بأحداث أخرى أكثر أهمية مما دفع بجبهة البوليساريو إلى تجديد الدعوات للخروج للشوارع والقيام باحتجاجات مُناهضة للمملكة المغربية.

## الخلفية
العنف الكبير الذي شهده مخيم إكديم يزيك في الصحراء الغربية والذي أُسِّس في 9 تشرين الأول/أكتوبر 2010 ثم أصبح دائماً في تشرين الثاني/نوفمبر كان له بالغ الأثر في المساهمة في هذه الاحتجاجات، فالقوات التابعة للملكة المغربية قامت بتفكيك المخيم في 8 تشرين الثاني/نوفمبر وحصلت أثناء عملية التفكيك العديد من الحوادث التي أشعلت غضب الصحراويين، فخرجوا في بداية الأمر في تظاهرات سلمية لكنها سرعان ما تحولت إلى صراعات واشتباكات عنيفة بعد تدخل قوات الأمن التي زُعم أنها هاجمت المتظاهرين وحاولت تفريقهم بالقوة.

## الجدول الزمني

### شغب الداخلة
في 25 شباط/فبراير 2011، اندلعت اشتباكات عنيفة في مدينة الداخلة ثاني أكبر مدينة في منطقة الصحراء الغربية جنوب المملكة المغربية. بدأت الاضطرابات في وقت متأخر من تلك الليلة؛ حيث كانت المدينة تستقبل العديد من الحفالات والمهرجانات التي عادة ما تُثير غضب المواطنين الذين طالبوا باستغلال تلك الأموال في تنمية المنطقة، لكن هذا لم يحصل مما دفع بالمئات من الشبان المغاربة بالخروج إلى وسط الشوارع حاملين معهم عصيا وسيوف وزجاجات حارقة فقاموا بمُهاجمة منازل الصحراويين ونهب محلاتهم ثم حرق سياراتهم.
في اليوم التالي؛ تجمع مئات من المتظاهرين في وسط المدينة احتجاجا على تقاعس الشرطة في الليلة السابقة؛ فقاموا كرد فعل بمهاجمة المباني الحكومية والبنوك والمحلات التجارية باستخدام الحجارة وأسطوانات الغاز دون تدخل من الشرطة، كل أعمال الشغب هذه تسببت في وقف مهرجان الموسيقى. ثم في ليلة اليوم الثاني اندلعت احتجاجات واشتباكات مرة أخرى لكن هذه المرة دون وجود حقيقي لأفراد الشرطة. هذه الأخيرة حاولت التقليل من وتيرة الاحتجاجات وحاولت وقفها من خلال نشر مكثف لقواتها قصد منع حصول احتجاجات جديدة.
ووفقا للعمدة حامد شبار «فالعناصر الانفصالية حاولت الاستفادة من مشاجرة وقعت بين بعض الشباب في وقت متأخر ليلة الجمعة الماضية، فخرجت في وقت مبكر من صباح يوم السبت من أجل تعطيل الجو السلمي الذي تتمتع به هذه المنطقة»، أما وكالة الأنباء المغربية الرسمية فقد ذكرت أنه تم دهس اثنين من المدنيين عمدا من قبل سيارة دفع رُباعي كان يقودها متظاهرين غاضبين تسببوا في إصابة 14 آخرين بجروح متفاوتة الخطورة. أما مُراسل راديو فرنسا الدولي فقد أكد إصابة 100 شخص على الأقل مُشيرا في الوقت ذاته إلى أن الكثيرين كانوا يخشون الذهاب إلى المستشفى قصد تلقي العلاج مخافة من الاعتداء عليهم هناك أو إلقاء القبض عليهم واتهامهم بالمُشاركة في التظاهرات.

### اعتصامات العيون
في 2 آذار/مارس، خرجت مجموعة تضم أزيد من 500 شخص موزعين ما بين عمال في بوكراع وصيادين وموظفين في التعليم المهني وطلاب خريجين وكذلك أعضاء من لجنة الحوار في مُعسكر إكديم يزيك رفقة بعض أسر السجناء السياسيين فاعتصموا أمام وزارة التعدين والطاقة في العيون؛ مطالبين في الوقت ذاته بالإفراج اللامشروط عن كل سجناء ومُعتقلي الرأي، مما دفع بقوات الأمن المغربية إلى التدخل وتفريق المظاهرة؛ ووفقا لمزاعمجبهة البوليساريو فإن الشرطة المغربية اعتدت بالضرب على المتظاهرين مما تسبب في إصابة ما بين 13 وحتى 68 شخصا بجروح متوسطة، بما في ذلك ثلاثة أشخاص يحملون الجنسية الإسبانية.
في 8 نيسان/أبريل، عقدت أسر السجناء السياسيين احتجاجات جديدة في المغرب، وذلك في محاولة منهم للفت الانتباه إلى سوء المعاملة المزعومة التي يتعرض لها المعتقلين الصحراويين كما طالبوا السلطات المغربية بإطلاق سراحهم في أقرب وقت ممكن من خلال تشكيل اللجنة الصحراوية لحقوق الإنسان؛ وقد ادعت هذه الأخيرة أن الاحتجاجات التي اندلعت في جنوب المغرب كانت سلمية بالكامل إلا أن الشرطة وضُباط المخابرات كانوا يُراقبون عن كثب كل ما يحصل هناك، خوفا من اندلاع ثورة جديدة كمعظم الثورات التي شهدها الوطن العربي والتي «عانى» منها بسبب الربيع العربي.
عاد المُتظاهرون لعقد الاحتجاجات مُجددا لكن هذه المرة يوم الجمعة، وقد تحولت من سلمية إلى عنيفة بعض الشيء على الرغم من أن قُياد المظاهرة لم يكن يرغبون في ذلك.
في وقت لاحق من الشهر، شهدت مدينة العيون احتجاجات من جديد لكن وتحولت وثيرة الاحتجاجات من شهرية إلى أسبوعية ثم أصبحت يومية تقريبا حيث كانت تُكرر أيام الاثنين، الأربعاء والجمعة وقد أكد المشاركين في التظاهرة أنهم لن يعودوا للديار وسيواصلون الاعتصام لأجل غير مسمى أو على الأقل حتى الحصول على حقوقهم وطلباتهم والتي تتمثل بالأساس في تشغيل العاطلين عن العمل من خريجي الجامعات والإفراج عن مُعتقلي الرأي الذي اتهمتهم وزارة العمل المغربية في 20 أبريل/نيسان بمُحاولة إثارة الفتنة في البلاد، ووفقا للصحراويين الذين تحدثوا إلى وسائل الإعلام في منتصف مايو؛ فقد أكدوا على أنه تم اختطاء أصدقائهم الناشطين قسريا كما تم احتجازهم في مدن وبلدات في الصحراء الغربية. إلا أن هذه المعلومات لم يتم التحقق منها بشكل مستقل.

### فض الاعتصامات
ذكرت مجموعة من وسائل الإعلام أن الشرطة المغربية فضت في 19 أيار/مايو اعتصام سلمي قُرب منزل عائلة صحراوية بشكل عنيف؛ وزعمت _نفس وسائل الإعلام_ أن قوات الشرطة تسببت في مقتل شاب واحد عقب اقتحامها لمنازل المُتظاهرين والاعتداء عليهم بالضرب[بحاجة لمصدر]، ثم غادرت كأن شيئا لو يحصل.
زادت الأوضاع توترا؛ حيث قام حفنة من الناشطين في مدينة اسمارة بالاعتصام مُجددا والإضراب عن الطعام احتجاجا على تعليق أجورهم بسبب زيارة البوليساريو لمخيمات اللاجئين التي تديرها الصحراء الكبرى.
شملت الاحتجاجات مناطق أخرى وهي كلميم وآسا في جنوب المغرب، لكنها كانت سلمية وذلك احتجاجا على مقتل واعتقال العديد من الصحراويين الناشطين الشباب في أواخر نيسان/أبريل.

## اتصال الأحداث الإقليمية
ذكرت وسائل الإعلام في شباط/فبراير 2011 أن الصحراويين كانوا يراقبون عن كثب ما يحصل في الربيع العربي، وكانوا ينون القيام بواحدة في المغرب حيث يُطلق سكان الجنوب على هذه العملية بالموجة المؤيدة للديمقراطية وليس الاحتجاجات المناهضة للحكومة. الثورة العربية شبت في معظم أنحاء شمال أفريقيا والشرق الأوسط وكانت قد بدأت في كانون الأول/ديسمبر 2010 لكن بعض الدول لم تشملهم على غرار الجزائر، المغرب والأردن. وكان الصحراويين قد احتفلوا بسقوط الرئيس المصري حسني مبارك في ثورة 25 يناير؛ ثم دعوا المنظمات في مخيمات الاحتجاج لتكرار أحداث الانتفاضة المصرية، على الرغم من وجهات النظر كانت مُنفسمة في تلك الفترة بين مؤيد ومُعارض وبين غير مهتم أو خائف مما قد يحصل له في حالة ما تدخلت قوات الشرطة المغربية وقمعت «الاحتجاج السليم». ووفقا لشبكة أفرول للأخبار فإن الاحتجاجات التي شهدتها مدينة الداخلة كانت معزولة تماما حتى لا تعرف ما يحصل في شقيقاتها المدن القريبة منها، إلا أنها انتشرت في نهاية المطاف وشملت بذلك مدينة العيون وربما في جميع أنحاء الإقليم بحلول آذار/مارس ونيسان/أبريل.
ذكرت فورين بوليسي في نيسان/أبريل أن «الربيع العربي» يبدو أنه لم يكن له تأثير كبير في الصحراء الغربية، خاصة وأن المجتمع الدولي لم يهتم لما يحصل هناك ولم يُوجه وسائل إعلامه لتغطية الاحتجاجات، أما جبهة البوليساريو فقد ذكرت أن الرئيس الذي تقدمت به الجمهورية العربية الصحراوية الديمقراطية محمد عبد العزيز قد صرح في أوائل نيسان/أبريل قائلا: «نحن مثل إخواننا وأخواتنا في تونس، مصر، ليبيا، والبحرين؛ فالشعب الصحراوي يرغب فقط في التصويت بحرية كي يُقرر مستقبله ... كما حصل في جنوب السودان فسوف يحصل هنا في الصحراء الغربية.»